# در خیابان سپولنی
در خیابان سپولنِـی (لهستانی: Na Wspólnej) یک مجموعه تلویزیونی احساسی لهستانی است که از سال ۲۰۰۳ تا کنون در حال پخش از شبکه تی‌وی‌ان است و سریال اصلیِ ساعات پربینندهٔ این شبکهٔ تلویزیونی طی روزهای هفته محسوب می‌شود.
داستان این سریال، زندگی روزمرهٔ ساکنان یک مجتمع آپارتمانی را در خیابان سپولنی ورشو روایت می‌کند و هر قسمت آن در حدود ۲۰ دقیقه است.

## بازیگران
- آنا کرچ
- آنا ساموشونک
- آنا گزیرا
- آنا کوژیک
- آنا شیمانچیک
- آنا گریتسویچ
- آنا چیِشلاک
- آنا اوبرتس
- آنا نوواک
- آنا کرت
- آنا ماریا بوچک
- آنا یاروشیک
- آنا کارچمارچیک
- آنا ایبرسر
- آنا وویتون
- آنا اسمووُویک
- مارک بارگیه‌ئوفسکی
- توماش بورکوفسکی
- الکساندر بدناش
- اوا گاوریلوک
- کشیشتف کوئوباشوک
- مودست روچینسکی
- ماگدالنا روژاینسکا
- ووادیسواف گِژیوْنا
- ماگدالنا کاتسپشاک
- ماگدالنا امیلیانوویچ
- سیلویا بورونی
- ماچئی کویافسکی
- بوگوسواوا پاولتس
- ایلونا خوینوفسکا
- پیوتر نواک
- یاتسک کرول
- میخاو کولا
- زوزانا لیت
- آندژی نیمیرسکی
- شیمون کوشمیدر
- باربارا وائوکوونا
- پائولا مارچینیاک
- مونیکا گوژجیک
- روبرت وابیخ
- یژی زیگمونت نواک
- پاتریتسیا کازادی
- لیدیا سادووا
- یاتسک دوماینسکی
- مونیکا آمبروژاک
- بئاتا اُلگا کووالسکا
- آرکادیوش نادر
- کلاودیا یاخیرا
- پیوتر شِـیکا
- یولیا خاتیس
- ووجیمیش آدامسکی
- آرتور یانوشاک
- کریستینا رودکوفسکا-اوله‌ویچ
- ایگا کِرِفت
- یوآنا کوپینسکا
- یوآنا بالاش
- وویچیخ ویسوتسکی
- سواوومیر سولِـی
- بئاتا بوچک-ژارنتسکا
- آدام تورچیک
- یوستینا اشنایدر
- میکووای رُزنرسکی
- یان الکساندروویچ-کراسکو
- یولیتا کوژوشک-بورسوک
- داریوش کوردِک
- یان پیه‌خوچینسکی
- آسیا وامتیوگینا
- پیوتر چیرووس
- ماریا سماتیوک
- کاژیمیش مازور (پدر)
- کاژیمیش مازور (پسر)
- یان یانکوفسکی
- لئون خارِویچ
- بوژنا دیکل
- یاکوب پشبیندوفسکی
- پاوئو توخولسکی
- یانوش خابیور
- کاتاژینا پیرشچونیک
- مارتا کلوبوویچ
- یوآنا اوسیدا
- یاتسک کناپ
- آرکادیوش یانیچک
- مونیکا بوخوویتس
- ماچئی مارچفسکی
- وویچیخ چروینسکی
- کشیشتف دراچ
- دانوتا بورسوک
- رناتا برگر
- مارتا دامبروفسکا
- پاوئو کلشچ
- میخاو شفچیک
- میخاو وُدارچیک
- آگنیشکا چکاینسکا
- هالینا روویتسکا
- یولانتا ژوئوموفسکا
- یاتسک کاوالتس
- مونیکا کفیاتکوفسکا
- کارول اشتراسبورگر
- یاتسک کاوُتسکی
- سیلویا یوشچاک-کراوچیک
- هانا کوناروفسکا
- یاتسک بورکوفسکی
- اِوا سروا
- گژگوش کووالچیک
- یادویگا گرین
- روبرت چبوتار
- آندژی کونوپکا
- آندژی پیشچاتوفسکی
- داریوش بیسکوپسکی
- آندژی دِسکور
- ماریوش درنژک
- ماچئی ویژبیتسکی
- لخ دیبلیک
- میخاو لِشِنی
- پاوئو بورچیک
- یوآنا مورو
- والدمار چیشاک
- والدمار بواشچیک
- الکساندرا یوستا
- لِـشِک زدونی
- میه‌چیسواف مورانسکی
- بوگدان کالوس
- ماوگوژاتا لوینسکا
- سرگیوش ژیمئوکا
- یوآنا یابوچنسکا
- آنتا تودورچوک-پرخوچ
- وویچیخ پوکرا
- الکساندرا چِـیِک
- ماریوش زانیفسکی
- ادیتا خِربوش
- اُلگا بوریس
- کاتاژینا بارگیه‌ووسکا
- ماوگوژاتا پیچینسکا
- ماوگوژاتا سخا
- بوهدان وازوکا
- پیوتر ویتکوفسکی
- مارچین ترونسکی
- پاتریتسیا شچپانوفسکا
- رناتا پنکول
- آنتونی کرولیکوفسکی
- ماوگوژاتا لیپمان
- کامیلا سالوروویچ
- باربارا ژیلینسکا
- آگنیشکا میخالسکا
- یژی شیبال
- ناتالیا شیکورا
- اِوا گوژلاک-جیدوخ
- آگنیشکا سوخورا
- مارک لواندوفسکی
- آلکساندرا کونیچنا
- هوبرت اوربانسکی
- میخاو میکووایچاک
- ماگدالنا والیگورسکا-لیشیتسکا
- گژگوش وُنس
- پیوتر اسکارگا
- ماریا نیکلینسکا
- سیلوستر ماچیفسکی
- هالینا راشاکوونا
- پیوتر فرونچوسکی
- فیلیپ بوبک
- ویولتا آرلاک
- هانا بینیشوویچ
- مایا بارئوکوفسکا
- کاتاژینا والتر
- آندژی گاورونسکی
- سزاری مورافسکی
- سیلویا ویسوتسکا
- ماریوش پوجانوفسکی
- یاتسک روزنک
- رناتا پاویس
- دوروتا خوتتسکا
- پاوئو دلانگ
- رادوسواف پازورا
- مونیکا اوبارا
- لائورا وونچ
- یولیا پی‌یتروخا
- یوآنا لیشوفسکا
- ماگدالنا نیچ
- یوآنا کوروفسکا
- کارولینا کومینک
- توماش ددک
- یوآنا تژپیه‌چینسکا
- آدام فیدوشیویچ
- ماوگوژاتا روژنیاتوفسکا
- الژبیتا رومانوفسکا
- آگنیشکا کروکوونا
- یوآنا پوکویسکا
- رناتا دانتسه‌ویچ
- داریا ویدافسکا
- یاتسک پونیه‌جاویک
- اوتار سارالیدزه
- کاتاژینا گالیتسا
- توماش شیمشاینر
- پائولینا خروشچل
- ایزابلا کونا
- کاتاژینا ژاک
- لائورا برژکا
- کارولینا نولبژاک
- اولگا کالیتسکا
- الکساندرا کیسیو
- دومینیکا خوروشینسکا
- ایرنئوش چوپ
- لخ ماتسکیه‌ویچ
- کلاودیا هالیچو
- زبیگنیف استرئی
- آدا فی‌یاو
- مارچین روگاتسویچ
- پاتریتسیا دورسکا
- لشک لیخوتا
- الژبیتا یودوئوفسکا
- کاتاژینا گنیفکوفسکا
- ماگدالنا مودرا
- آگنیشکا شینکیه‌ویچ
- آگنیشگا ویلگوش
- الکساندر میکووایچاک
- ماچئی یاخوفسکی

- مارتا خودوروفسکا
- ورونیکا کشیانژکیه‌ویچ
- آگنیشکا یودیتسکا
- کاتاژینا کووِچک
- لوتسینا مالِـتس
- کینگا ایلگنر
- الکساندرا پولووفسکا
- پیوتر گوئوواتسکی
- پیوتر یاکوفسکی
- ایزابلا دونبروفسکا
- یاکوب ویچورک
- پائولینا خاپکو
- روبرت کوراش
- یاکوب وسووفسکی
- رافائو چیه‌شینسکی
- پیوتر میازگا
- یندژی تارانک
- کاتاژینا اسکژینتسکا
- الژبیتا یاروشیک
- آگنیشکا ژولفسکا
- زوزانا گرابوفسکا
- میخاو ژورافسکی
- مارتا شچیسوویچ
- یولیا وینیاوا
- ویولتا کوواکوفسکا
- اِوا اسکیبینسکا
- کاتاژینا کویاتکوفسکا
- اُلگا بونچیک
- ماریا پاکولنیس
- وویچیخ آلابورسکی
- بئاتا فیدو

- مارچین پروکوپ
- یرژی ماتاووفسکی
- یان پنچک
- مونیکا بُلی
- پیوتر شفدس
- کارولینا پیخوتا
- اُلگا ساژینسکا
- اِوا ماکوماسکا
- سیلویا گلیوا
- ماتیلدا دامینتسکا
- ماگدالنا گسلر
- ماگدالنا گناتوفسکا
- ماچئی میکووایچیک
- اوا دژیزکا